# NGC 7182
NGC 7182 é uma galáxia espiral (S0-a) localizada na direcção da constelação de Aquarius. Possui uma declinação de -02° 11' 46" e uma ascensão recta de 22 horas, 01 minutos e 51,6 segundos.
A galáxia NGC 7182 foi descoberta em 31 de Julho de 1864 por Albert Marth.